# Волков Максим Олександрович
Максим Олександрович Волков (1895, село Сушково Мосальського повіту Калузької губернії, тепер Калузької області, Російська Федерація — 1954, місто Москва) — радянський діяч, в.о. голови виконавчого комітету Саратовської обласної ради. Член ВЦВК. Депутат Верховної Ради СРСР 1-го скликання (1937—1946).

## Біографія
Народився в селянській родині. У 1907 році закінчив початкову сільську школу.
З 1907 по 1912 рік працював учнем, підмайстром маляра на приватних підрядах у Санкт-Петербурзі. З 1912 по 1915 рік — маляр у приватних підрядників.
З 1915 по 1918 рік служив у російській армії (рядовий, єфрейтор 8-ї хімічної команди при штабі Особливої армії), учасник Першої світової війни на Південно-Західному фронті. У 1917—1918 роках — голова комітету 8-ї хімічної команди, секретар дивізійного комітету.
Член РКП(б) з 1918 року.
У 1918—1920 роках — військовий комісар Боровенської волості Калузької губернії, голова виконавчого комітету Боровенської волосної ради.
У 1920—1921 роках — голова виконавчого комітету Мосальської повітової ради Калузької губернії.
У 1921 році — завідувач Калузької губернської робітничо-селянської інспекції.
У 1921—1923 роках — заступник відповідального секретаря Калузького губернського комітету РКП(б).
У 1923—1924 роках — відповідальний секретар Ярцевського повітового комітету РКП(б) Смоленської губернії.
У 1924—1925 роках — заступник відповідального секретаря Смоленського губернського комітету РКП(б).
У 1925—1926 роках — відповідальний секретар Сир-Дар'їнського губернського комітету РКП(б).
У лютому 1926 — травні 1928 року — відповідальний секретар Уральського губернського комітету РКП(б). У травні — вересні 1928 року — відповідальний секретар Уральського окружного комітету РКП(б).
У 1928—1930 роках — слухач Курсів марксизму-ленінізму при ЦК ВКП(б).
20 квітня — серпень 1930 року — відповідальний секретар Вологодського окружного комітету ВКП(б).
У 1930—1931 роках — завідувач сектору партійних кадрів організаційно-інструкторського відділу ЦК ВКП(б).
У 1931—1937 роках — голова ЦК Спілки працівників сільськогосподарського машинобудування СРСР.
У липні 1937 — січні 1940 року — в.о. голови виконавчого комітету Саратовської обласної ради.
У 1940—1954 роках — завідувач відділу кадрів Державного арбітражу при Раді народних комісарів (міністрів) СРСР, головний державний арбітр при Раді міністрів СРСР.